# 福岡県立図書館
福岡県立図書館（ふくおかけんりつとしょかん）は、福岡県福岡市東区箱崎にある公共図書館。本館と別館（子ども図書館）からなる。

## 歴史

### 初代（1918年～1945年）

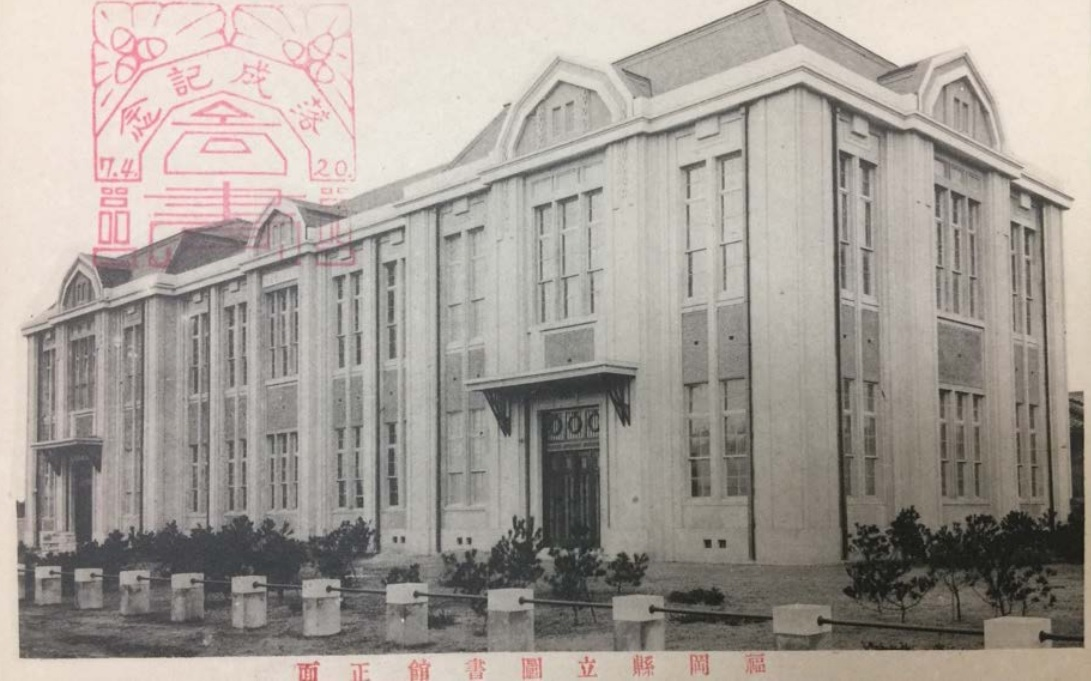
初代図書館

1915年（大正4年）10月、福岡県議会では大正天皇御即位記念事業として福岡県立図書館を設立することが議決された。1918年（大正7年）3月には天神（現在の中央区天神5丁目）に福岡県立図書館が落成し、5月1日から無料閲覧を開始した。建物は木造2階建、延492坪、書庫は煉瓦造3階建、延120坪だった。開館時の蔵書数は和洋書25,000冊だった。
太平洋戦争中の1945年（昭和20年）6月19日に起こった福岡大空襲では福岡県立図書館も焼失した。6月30日には福岡県中学修猷館に仮事務所を置いて業務を再開している。

### 2代目（1949年～1964年）
戦後の1948年（昭和23年）8月には福岡県議会で新図書館の建設が議決された。1949年（昭和24年）7月1日には吉塚の東公園（現在の博多区東公園）内に2代目の図書館が落成し、7月4日に閲覧を開始した。建物は木造平屋建、141坪、書庫は2階建て、35坪だった。1960年（昭和35年）頃、福岡県と福岡市は文化センターを建設する計画を行った。

### 3代目（1964年～1983年）

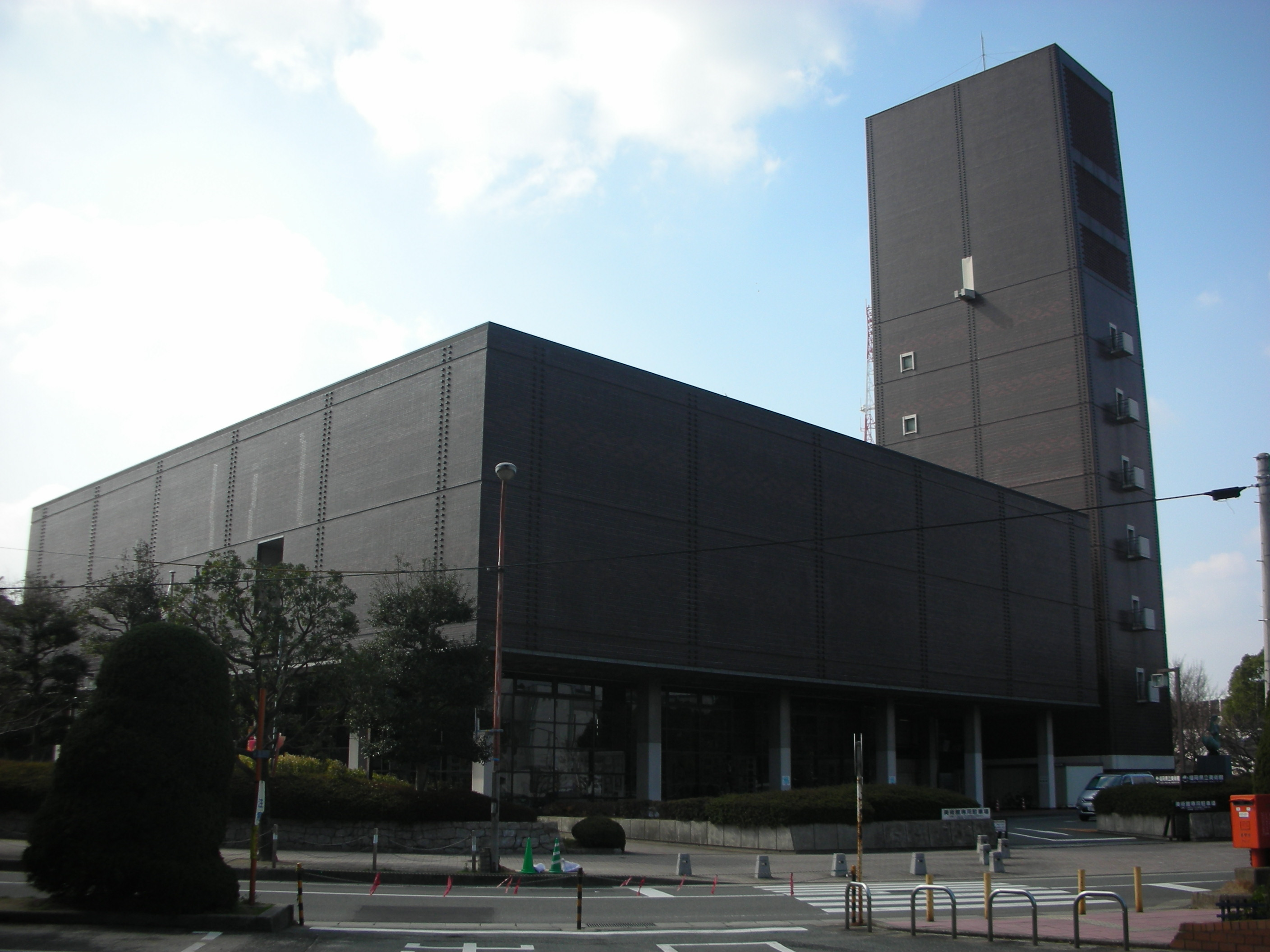
福岡県文化会館（現・福岡県立美術館）

1964年（昭和39年）、天神の須崎公園の一角（現在の中央区天神5丁目）に福岡県文化会館が開館した。福岡県文化会館は福岡県立図書館と福岡県立美術館を併せ持つ施設である。建物は鉄筋コンクリート造4階建、書庫は地下1階・地上7階建だった。
福岡県文化会館が狭隘化したことから、1979年（昭和54年）12月の福岡県議会において新図書館の建設が議決された。1981年（昭和56年）4月21日に着工し、1982年（昭和57年）12月27日に竣工した。

### 4代目（1983年～）

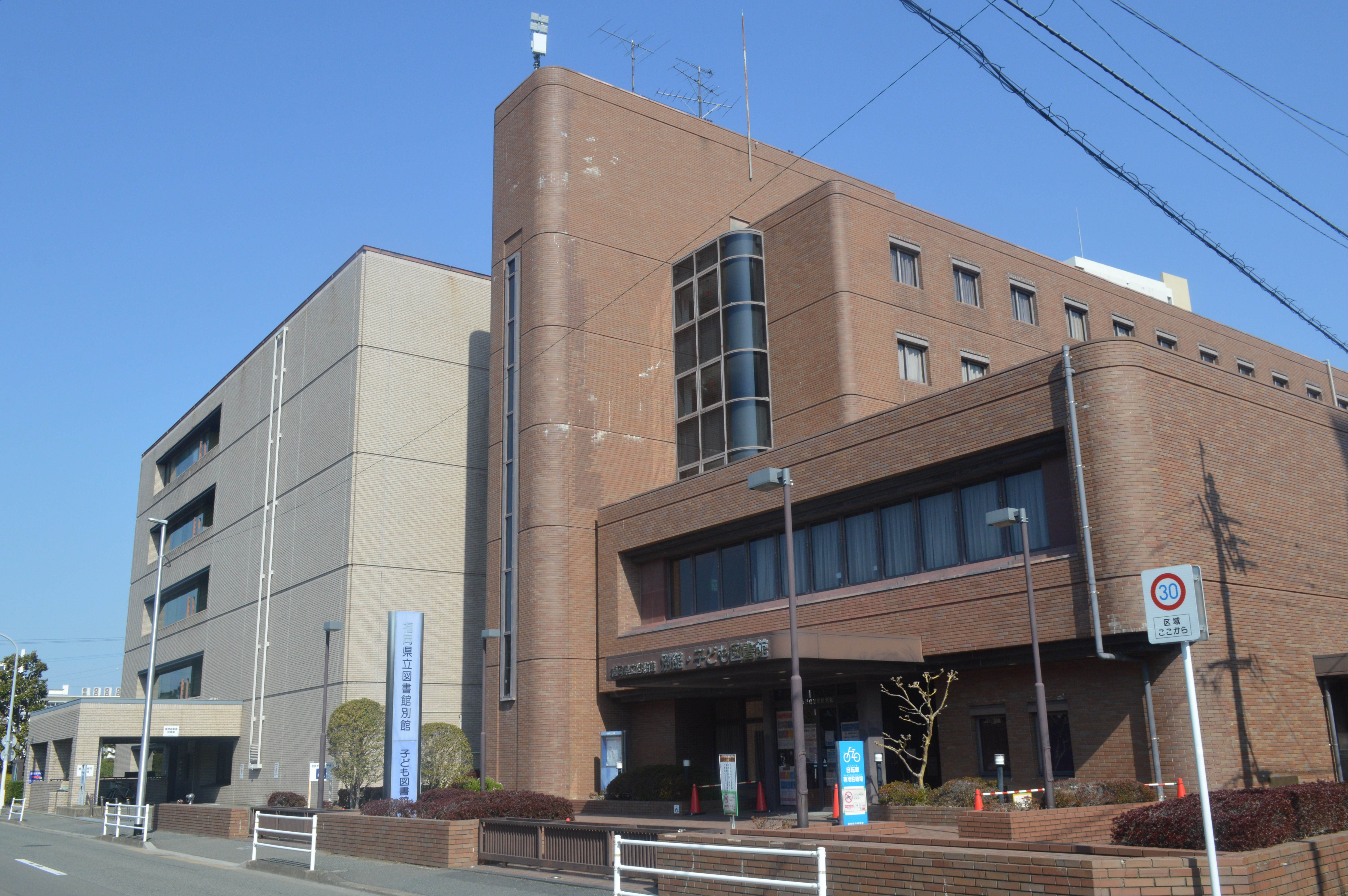
現在の本館（左奥）と別館（右）

1983年（昭和58年）4月1日、4代目となる現在の福岡県立図書館が開館した。隣接地には福岡県議員会館があったが、1994年（平成6年）9月には議員会館を福岡県立図書館別館に改修する工事が開始され、1995年（平成7年）4月7日には別館が開館した。以前は別館に食堂やシアタールームなどの施設があった。
2002年（平成14年）4月23日には別館に子ども図書館が開館した。2018年（平成30年）11月には開館100周年記念式典を挙行した。